# أناكساغوراس
أناكسوغوراس (بالإغريقية:Αναξαγόρας) فيلسوف يوناني (500 ق.م.– 428 ق.م.) قام بعرض فكرة نيوس باليونانية، «العقل» إلى فلسفة الأصل؛ الفلاسفة السابقين درسوا العناصر (التراب والهواء والنار والماء) بأنها الحقيقة النهائية.
ولد أناكسوغوراس في كلازوميناي (قرب ازمير الحديثة، تركيا)، كان الفيلسوف الأول ليقطن في أثينا، في وقت لاحق مركزا مزدهرا للفلسفة. تلاميذه وشملوا بريكليس رجل الدولة اليونانية، ويوريبيديز كاتب مسرحي يوناني، وربما سقراط. كان أناكسوغوراس يدرس في أثينا لمدة نحو 30 عاما، سجن لمعصية ليدل على أن الشمس هي حجر ساخن والقمر مصنوع من الأرض وليست آلهه. في وقت لاحق انه ذهب إلى إيونيا (في آسيا الصغرى)، واستقر عند لامبسكس، مستعمرة ميلتثس، حيث توفي هناك.
أناكسوغوراس شرح فلسفته في المناطق المحيطة بفيسوس على الطبيعة، ولكن فقط شظايا من الكتب قد نجت.
ورأى أن كل المواد كانت موجودة أصلا كذرات أو جزيئات ؛ أن هذه الذرات، لا نهائية العدد، لامتناهية في الصغر، كانت موجودة منذ الأزل، وهذا النظام كان أول خروج له من هذه الفوضى من خلال تأثير العقل الأبدي (نيوس). وهو يعتقد أيضا أن جميع الأجسام هي مجرد تجمعات من ذرات، على سبيل المثال، أن شريط من الذهب اوالحديد اوالنحاس يتكون من جسيمات دقيقة من نفس المادة.
اتفق أناكسوغوراس أن الأرض مسطحة، وتلميذه أرخيلوس أعتقد أن الأرض المسطحة كانت منخفضة في المنتصف مثل الصحن، للسماح لحقيقة أن الشمس لا تشرق ولا تغرب في الوقت نفسه على الجميع.
أناكسوغوراس يمثل نقطة تحول كبيرة في تاريخ الفلسفة اليونانية، مذهبه العقل (نيوس) اعتمد من قبل أرسطو، ومذهبه الذرات مهدت الطريق لنظرية الذرية لديموقريطوس الفيلسوف.